# ميخائيل كولير (شاعر)
ميخائيل كولير (بالإنجليزية: Michael Collier)‏ هو شاعر أمريكي، ولد في 1953 في فينيكس في الولايات المتحدة.